# Socha Jana Žižky
Socha Jana Žižky är ett monument i Tjeckiens huvudstad Prag.   Socha Jana Žižky ligger 255 meter över havet.